# Полочанська сільська рада
Полочанська сільська рада (біл. Палачанскі сельсавет) — адміністративно-територіальна одиниця в складі Молодечненського району розташована в Мінській області Білорусі. Адміністративний центр — Полочани.
Полочанська сільська рада розташована на межі центральної Білорусі, у західній частині Мінської області орієнтовне розташування — супутникові знимки, на південь від Молодечного.
До складу сільради входять 16 населених пунктів:
- Борки • Велике Село • Гаївці • Груздівка • Груздове • Зоренька • Клопачі • Конюхи • Литва • Мамони • Полочани • Рачкове • Рябінова • Січки • Схолино • Яхимівщина.